# Melipotes ater
El mielero moteado (Melipotes ater) es una especie de ave paseriforme de la familia Meliphagidae endémica de Nueva Guinea.

## Distribución
Es endémica de las montañas Rawlinson en la península de Huon, al noreste de Nueva Guinea.